# 14 contre 1 (Frame up)
 (septembre 2024).
Si vous disposez d'ouvrages ou d'articles de référence ou si vous connaissez des sites web de qualité traitant du thème abordé ici, merci de compléter l'article en donnant les références utiles à sa vérifiabilité et en les liant à la section « Notes et références ».
 (septembre 2024).
14 contre 1 (Frame up) est une fiction interactive sortie en 1986, distribuée sur vidéodisque et disquette pour PC. Le film interactif est composé de scènes filmées réalisées par Laurent Heynemann et jouées par des acteurs. Le joueur choisit des actions à réaliser via le clavier d'ordinateur.
Ce jeu est l'une des premières fictions vidéo interactive sur vidéodisque, sorti en anglais et en français. Il est aujourd'hui introuvable.

## Présentation
La pochette contient un vidéodisque LaserVision double face, un logiciel et un manuel d'utilisation.
Le jeu était disponible sur Macintosh et sur IBM PC.
Il était vendu 100 $ US au format NTSC et 200 $ US au format PAL et 2 000 francs français en 1986.

## Synopsis
Le héro, Eddy, s'endort dans un magasin en lisant une bande dessinée. A son réveil, le magasin est fermé. L'objectif est de faire sortir Eddy de la boutique avant l'arrivée de la police.
Il doit éviter différents protagonistes, comme la police, l'équipe de sécurité, ou les femmes de ménage, en s'aidant des caméras de surveillance disposées dans la régie de surveillance vidéo.

## Fiche technique
- Titre en français : 14 contre 1
- Titre en anglais : Frame up
- Réalisation : Laurent Heynemann
- Scénario : Philippe Mari
- Informatique : Paul Linhardt
- Direction : Christian Boudan et Jean-Claude Baboulin, chercheurs à l'INA
- Décor : Valérie Grall
- Photographie : Richard Andry
- Production : Imedia, INA et Initial Groupe
- Distribution : Imedia International

## Acteurs
- Jean-Claude Leguay : Eddy

- Michel Beaune
- Bernard Larmande
- Hubert Saint Macary
- François Berleand
- Chantal Bonner
- Stéphanie Seilhean
- Christine Pascal
- Yves Hugues

## Distinctions
- CINDY Award (Cinema in Industry)[réf. nécessaire], une récompense pour les médias audiovisuels interactifs ou linéaires créé en 1959[4] ;
- Prix du Meilleur Jeu Interactif au Festival de Lincoln (Nebraska, Etats-Unis)[5].

## Diffusion
Le film est présenté dans l'émission du 14 mars 1987, Temps X présentée par Igor et Grichka Bogdanoff sur TF1.
Le CV de Laurent Heynemann indique qu'il est sorti en 1985.
Philippe Mari, scénariste, dans un article sur l'histoire de la fiction interactive précise que ce jeu a été peu diffusé du fait des difficultés du marché du vidéodisque.
Une critique est parue dans le magazine Tilt n°38 de janvier 1987. Elle apporte des précisions sur le film : la production du film a coûté huit millions de francs français et le tournage a duré six semaines. Le critique souligne que c'est une expérience intéressante et qui participe au développement des jeux vidéo et des nouvelles technologies.
Une autre critique d'Odile Conseil parue dans le magazine Jeux et micros, Numéro HS N°03 de 1986 souligne le côté novateur du film dans un article sur les jeux du futur.
L’intérêt du film réside dans son lien entre cinéma, jeu vidéo et informatique et ses apports dans l'histoire des fictions interactives.